# Bilka
Pour le village situé dans la province de Bourgas en Bulgarie, voir Bilka (Bulgarie).
Bilka est une chaîne d'hypermarchés danoise et la seule dans ce pays.

## Historique
L'enseigne est créée en 1970 par l'homme d'affaires Herman Salling (da) à Tilst, un faubourg de la ville d'Aarhus et faisant partie du groupe Dansk Supermarked ayant son siège à Højbjerg (en). Bilka compte en novembre 2014, 17 hypermarchés.
Le nom « Bilka » vient de l'allemand « Billiges Kaufhaus » (« grand magasin bon marché »), nom que son fondateur, Herman Salling, avait rencontré au cours de ses voyages d'affaires en Allemagne de l'Ouest.